# 絲胸副獅子魚
絲胸副獅子鱼，为輻鰭魚綱鮋形目杜父魚亞目狮子鱼科的其中一種。分布於西北太平洋的日本駿河灣海域，屬底棲性魚類，棲息在水深250公尺的海域，體長可達4.9公分，生活習性不明。